# 9469 Shashank
9469 Shashank è un asteroide della fascia principale. Scoperto nel 1998, presenta un'orbita caratterizzata da un semiasse maggiore pari a 2,3577464 UA e da un'eccentricità di 0,1730057, inclinata di 2,75531° rispetto all'eclittica.